# Sentenced
Sentenced var ett band från Finland som bildades 1989 i by Muhos. Bandet började som ett melodiskt death metal-band och var enligt många en stor inspiration för den växande melodiska death metal-scenen (främst i Göteborg). Bandet är dock mest känt för sina senare skivor som bäst kan beskrivas som doom metal blandat med depprock. Sentenced splittrades i oktober 2005.

## Historia
Före Sentenced hette de Deformity och skapades 1988, men det blev några ändringar så de blev sedan Sentenced 1989. Från början bestod Sentenced av Miika Tenkula (sång och gitarr), Sami Lopakka (gitarr), Vesa Ranta (trummor) och Lari Kylmänen (bas). De spelade in When Death Join Us 1990 och Rotting Ways To Misery 1991. De fick sitt första skivkontrakt redan efter sin första demo.
1991 gick Taneli Jarva med i bandet som basist och ersatte Kylmänen just när bandet skulle spela in sitt debutalbum Shadows Of The Past. På den tiden var deras musikstil snabb, europeisk death metal/doom metal. På våren 1992 spelade de in en skiva med tre låtar, Journey to Pohjola, och som resultat av detta fick de ett kontrakt med den finska Spinefarm Records. 
Det andra albumet, North From Here släpptes våren 1993. Jarva hade tagit över sången och använde en annan stil än Tenkula. Det var North From Here som drog till sig uppmärksamhet från det tyska skivbolaget Century Media Records, och 1994 lämnade Sentenced Spinefarm för att övergå till en större karriär med Century Media.
1995 fick bandet sitt stora genomslag med Amok. Jämfört med deras tidigare arbete så hade musiken saktats ner lite grann och blivit mer melodisk. Låten "Nepenthe" släpptes också som en musikvideo. 
Samma höst släppte bandet Love & Death MCD:n. Låtarna på skivan var skrivna ungefär samtidigt som de på Amok. Så fort Sentenced hade lyckats inom melodisk death metal- och doom/deathgenren lämnade Jarva bandet på grund av ändringen av musikstil. Många fans blev förvånade och Jarva höll sig utanför musikbranschen ett långt tag. (Han startade några år senare ett band som hette The Black League.)
Efter detta ersattes Jarva med en mycket mjukare, clean sångare, Ville Laihiala 1996. Därefter spelade de in albumet Down och än en gång blev de mer melodiska. Sami Kukkohovi gick med i bandet som basist, men spelade bara på vissa spelningar. År 1997 blev han bandmedlem.
Sentenceds femte hela skiva, Frozen (1998), fortsatte samma väg som Down. Laihiala och Kukkohovi hade blivit initierade i bandet, och Frozen blev väldigt mycket ett Band-album. 1999 utgavs en specialutgåva av Frozen som innehöll en guldframsida och en annan ordning på låtarna med fyra covers inblandade. 
Nästa Sentenced album som släpptes var Crimson år 2000, Med singeln Killing Me, Killing You och ännu en gång hade bandets låtar dragit sig åt det ljusare hållet. Två år senare släpptes The Cold White Light och det gav en annan känsla, nu innehöll låtarna lite mer självironi och även några positiva sidor, på ett "There's a light at the end of the tunnel"-sätt. 
Efter The Cold White Light kom en CD-singel. Den släpptes 2003 tillsammans med låtar av andra band som var dedicerade till deras hemstad. 
Tidigt 2005 släppte bandet albumet The Funeral Album, som skulle vara deras sista, och de bestämde sig för att det inte skulle bli något återseende. De framförde en del farvälspelningar under våren och sommaren och avslutade med en begravningsspelning i sin hemstad Uleåborg, Finland. En DVD med deras sista spelning var också en del av planen. Detta var slutet på Sentenceds 16-åriga karriär.
Den 18 februari 2009 dog originalmedlemmen och sologitarristen Miika Tenkula, av en hjärtinfarkt orsakad av ett medfött hjärtfel. Tenkula blev 34 år gammal.

## Medlemmar
Senaste medlemmar
- Vesa Ranta – trummor (1989–2005)
- Miika Tenkula – sologitarr (1989–2005; död 2009), sång (1989–1992), basgitarr (1996)
- Sami Lopakka – rytmgitarr (1989–2005), keyboard (1993)
- Ville Laihiala – sång (1996–2005)
- Sami Kukkohovi – basgitarr (1997–2005)

Tidigare medlemmar
- Lari Kylmänen – basgitarr (1989–1991)
- Taneli Jarva – basgitarr (1991–1995), sång (1992–1995)

Turnerande medlemmar
- Niko Karppinen – basgitarr (1995–1996)
- Sami Kukkohovi – basgitarr (1996–1997)
- Tarmo Kanerva – trummor (1999)
- Antti Pikkarainen – keyboard (2002)

## Diskografi
Demo
- When Death Join Us (1990)
- Rotting Ways to Misery (1991)
- Journey to Pohjola (1992)
- Demo 1994 (1994)

Studioalbum
- Shadows of the Past (1991)
- North from Here (1993)
- Amok (1995)
- Down (1996)
- Frozen (1998)
- Crimson (2000)
- The Cold White Light (2002)
- The Funeral Album (2005)

Livealbum
- Buried Alive (2006)

EP
- The Trooper (1994)
- Love and Death (1995)

Singlar
- "Killing Me Killing You" (1999)
- "No One There" (2002)
- "Routasydän" (2003)
- "Ever-Frost" (2005)
- "The Glow of 1000 Suns" / "Amok Run" (2008)

Samlingsalbum
- Story: A Recollection (1997)
- Buried Alive (2 x CD + 2 x DVD) (2006)
- Manifesto of Sentenced (2009)
- Coffin - The Complete Discography (CD + 2 x DVD) (2009)
- Death Metal Orchestra from Finland (3 x LP) (2012)

Video
- Buried Alive (DVD) (2006)

Annat
- Cronology Of Death (1991) (delad EP: Sentenced / Carbonized / Bluuurgh... / Xenophobia)
- Sentenced / Orphaned Land (2005) (delad EP: Sentenced / Orphaned Land)

Musikvideor
- ”Nepenthe” (1995)
- ”Noose” (1996)
- ”The Suicider” (1998)
- ”Killing Me, Killing You” (2000)
- ”No One There” (2002)
- ”Ever-Frost” (2005)
- ”Despair-Ridden Hearts” (2006)